# Исландская литература
Исла́ндская литерату́ра (литерату́ра Исла́ндии) — литература на исландском языке, либо написанная исландскими авторами на других языках. Первые памятники исландской литературы относятся к началу заселения Исландии викингами.

## Средневековая языческая исландская литература

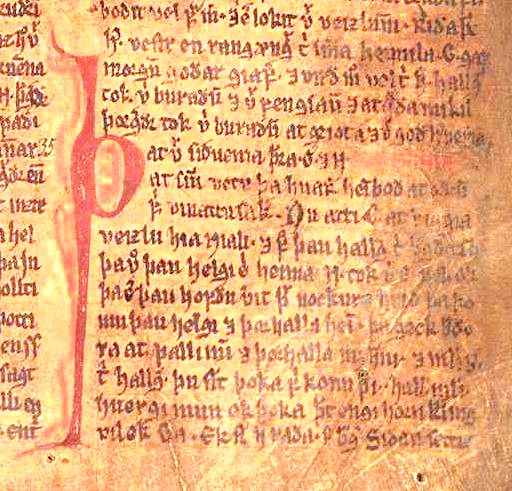
Образец рукописи из «Саги о Ньяле»

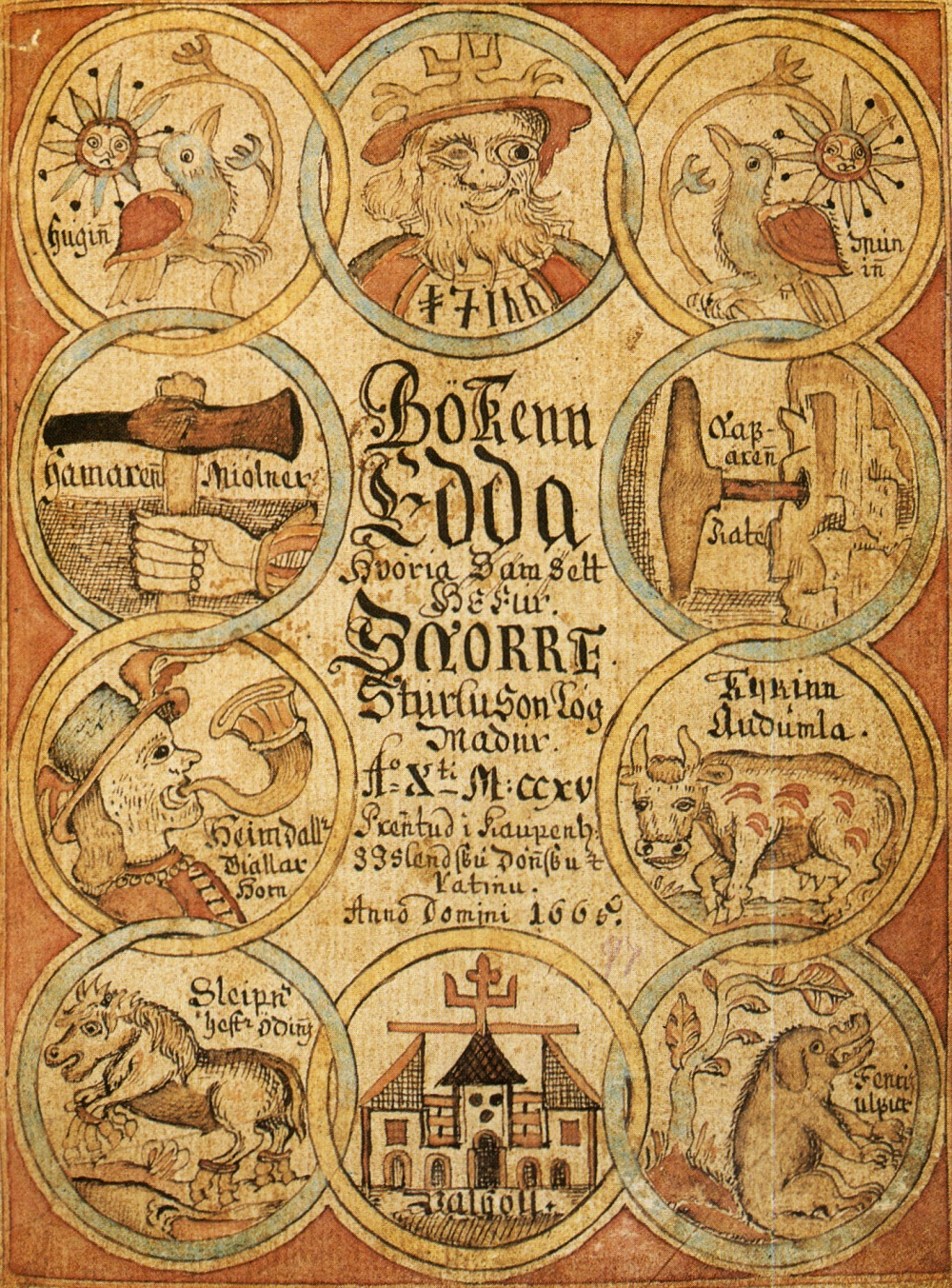
Титульный лист «Младшей Эдды», изданной в XVIII веке

Средневековая исландская литература уникальна и богата. Уникальность её заключается не только в том, что она единственная из древнегерманских литератур, сохранившая дохристианские мифы и народный эпос, но и в том, что исландцы сохранили древнеисландский, или что почти то же самое — древненорвежский язык, который почти не изменился в течение многих веков, и теперь образцы средневековой исландской литературы для современных исландцев представляют такую же ценность, как и для первых поселенцев Исландии. Предки скандинавских народов — викинги, принесли с собой на остров два вида поэзии — эддическую и скальдическую.

### Эддическая поэзия
Эдда — основное произведение германо-скандинавской мифологии. Состоит из двух версий: Старшая Эдда (поэтический сборник мифов Скандинавии), а также Младшая Эдда (произведение средневекового исландского писателя Снорри Стурлусона, задуманное как учебник скальдической поэзии. Обе Эдды написаны в XIII веке. По форме эдда — древнегерманский аллитерационный стих. По содержанию они отчасти мифологические, отчасти афористические или дидактические и отчасти — героические.

### Скальдическая поэзия
Скальдическая поэзия — более распространенная форма поэзии в древней Скандинавии и в частности — в Исландии. Первые скальды были норвежцами. В X веке искусство скальдов получило широкое распространение в Исландии. С этого времени большинство скальдов при дворах знати происходили из Исландии. Наиболее известные скальды: Браги Боддасон (IX век), Эгиль Скаллагримссон (ок. 910 — ок. 990), Кормак Эгмундарсон (X век), Снорри Стурлусон и др.

## Средневековая христианская исландская литература
С принятием христианства в X веке, в Исландию пришла письменность и стали развиваться письменные литературные жанры — саги и поэмы.
Сага — прозаическое произведение разных видов. Некоторых саги — фактографические, в них описаны реальные факты и люди, а в другие — мифо-героические. Одни из самых известных саг — «Сага о Ньяле», «Сага об Эгиле» и «Сага о Гисли», которые являются родовыми сагами — прозаическими произведениями, связанными с устной народной традицией. Королевские саги — рассказы из истории Норвегии до середины XIII века, лучшая из которых — «Хеймскрингла», написанная Снорри Стурлусоном в начале XIII века. В XIII—XIV веках были созданы саги древних времен, рассказывающие о людях, живших до X века. Хроники норвежских королей начались в XII веке полулегендарными сагами о первых королях-христианах — Олаве Трюггвасоне и Олаве Харальдссоне Святом.
В XIV—XV веках большую популярность завоевывают римы, несколько видоизмененные французские баллады. Но большое распространение получили также поэмы. Самая известная поэма этого времени — «Лилия», написанная Эйстейнном Аусгримссоном, а самые выдающиеся стихи, написанные Йоуном Арасоном, последним католическим епископом Исландии, казненным 7 ноября 1550 года.
В Исландии Новый Завет был издан в 1540 году, Библия — в 1584 году, вершиной же культовой литературы стали прекрасные «Гимны о Страстях Господних» Хадльгримюра Пьетюрссона и «Домашние проповеди» епископа Скаульхольта Йоуна Видалина.
В эпоху Возрождения в Скандинавии коллекционеры из Дании, Норвегии, Швеции и Исландии стали собирать исландские рукописи, которые уже тогда очень высоко ценились, потому что уже тогда, в XVII веке, считались стариной, но и конечно имели литературную, художественную ценность. Большую роль в коллекционировании и сохранении исландского литературного наследия сыграл Арни Магнуссон.

## Современная исландская литература

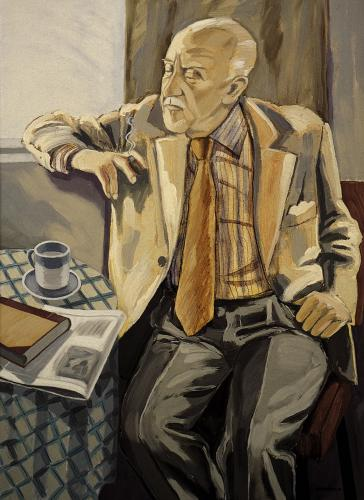
Портрет Х. Лакснесса, написанный Эйнаром Хаконарсоном

Главным направлением в исландской литературе XIX века являлся романтизм. Впервые романтизм заявил о себе в мужественных стихах Б. Тораренсена (1786—1841) и прозрачных строфах Й. Хатльгримссона (1807—1845). Первые исландские романтики равнялись на средневековые эдды и зарубежных романтиков своего времени.
Самые известные исландские писатели XIX века — Б. Грёндаль, Г. Томсен, М. Йохумссон, С. Торстейнссон, С. Эгилссон, Й. Арнасон, М. Йохумссон, И. Эйнарссон, Й. Тородсен и другие. Перу последнего принадлежит первый исландский роман «Юноша и девушка».
В 80-е годы XIX века в Исландию пришел реализм, отмеченный социалистическими, антиклерикальными и интернационалистскими тенденциями. Самые известные исландские реалисты — Х. Хафстейн, Г. Паульссон, Й. Стефаунссон, С. Стефанссон, Т. Эрлингссон и другие. На рубеже веков обозначился поворот реалистов к национальным идеям, в сторону идеализма и даже религии. Эта тенденция заметна в творчестве великого поэта-философа Э. Бенедихтссона, прозаика-спиритиста Э. Кварана, романиста Й. Трести (настоящее имя — Г. Магнуссон) и крестьянского поэта и романиста Г. Фридйоунссона.
В конце XIX века и в начале XX века некоторые исландские писатели с целью расширить круг своих читателей писали на датском языке. Среди них самые известные — Й. Сигурйоунссон, чья драма «Горный Эйвинд» получила европейское признание; Г. Камбан и Г. Гуннарссон, ставивший психологические и философские проблемы в своих масштабных произведениях «Церковь на горе» и «Черная чайка».
В 20-е годы XX века в исландской литературе появились новые направления, главный из которых — модернизм. Наиболее видными лирическими поэтами-модернистами были Д. Стефаунссон и Т. Гудмундссон, а самыми значительными романистами — Г. Хагалин, с большим юмором изображавший жизнь моряков и простых людей и тяготевший к реализму и социализму, и писавший по-исландски и по-норвежски К. Гудмундссон — непревзойденный мастер романтически окрашенного рассказа о любви.
В середине 20-х годов Т. Тоурдарсон написал свой роман «Письма к Лауре», который был новым словом в исландской литературе, однако истинным основоположником новой экспрессионистской, сюрреалистической манеры письма стал Халлдор Кильян Лакснесс — лауреат Нобелевской премии. В 1930-е годы он опубликовал три монументальных романа — «Салка Валка», «Самостоятельные люди» и «Свет мира». Огромной популярностью пользовалась в Исландии и Скандинавии его историческая трилогия «Исландский колокол». В 1955 Лакснессу была присуждена Нобелевская премия по литературе.
Новейшей исландской литературе присуще отдаление от традиций исландской литературы. Самыми яркими новаторами новейшей исландской литературы являются — Г. Даниельссон, О. Й. Сигюрдссон, Хадльгримюр Хельгасон, Арнальд Индридасон, Тоур Вильхьяульмссон и Г. Бергссон, чей горький, причудливый роман «Тоумас Йоунссон, бестселлер» (1966) имел скандальный успех. Перу А. Тоурдарсона, самого крупного исландского драматурга, принадлежат также несколько нашумевших романов.